# 萊克貝爾特鎮區 (明尼蘇達州馬丁縣)
萊克貝爾特鎮區（英語：Lake Belt Township）是位於美國明尼蘇達州馬丁縣的一個行政鎮區，於1867年設立。

## 地方資料
萊克貝爾特鎮區的面積為91.92平方千米，當中陸地面積為89.85平方千米，而水域面積為2.06平方千米。根據2020年美國人口普查的數據，當地共有人口190人，而人口密度為每平方千米2.07人。